# رابرت کانرد
رابرت کانرد (به انگلیسی: Robert Conrad) (زاده ۱ مارس ۱۹۳۵ – درگذشته ۸ فوریه ۲۰۲۰) بازیگر سینما و تلویزیون، خواننده و بدلکار آمریکایی بود. او بیشتر به خاطر بازی در سریال تلویزیونی غرب وحشی وحشی (۱۹۶۵-۱۹۶۹)، با بازی جیمز تی وست، مامور سرویس مخفی شناخته شده‌است.
از فیلم‌های معروف او می‌توان به بازی در جیرینگ جیرینگ ادامه‌دار، اشتباه درست است، مرگ ناگهانی و غرب وحشی وحشی اشاره کرد.